# Subaru FF-1 Star
Subaru FF-1 Star явилась развитием оригинальной переднеприводной модели Subaru 1000. FF-1 маркировался как Star для продаж в Соединённых Штатах в 1970—1971 годах, и был заменён в 1972 году на FF-1 G, тем не менее выпускался до 1973 года. Автомобиль выпускался в кузовах купе, седан и универсал. Эта модель выпускалась только с двигателем EA61 и четырёхступенчатой механической трансмиссией.

## Двигатель
4-цилиндровый карбюраторный оппозитный двигатель Subaru EA61
- Объём: 1088 см³
- Мощность: 62 л. с. (45 кВт) при 5600 об./мин., с компрессией 9:1
- Максимальная скорость: 144 км/ч

## Трансмиссия
Передний привод, 4-ступенчатая механическая коробка передач
- Передаточные числа: 1-я 3,540; 2-я 2,235; 3-я 1,543; 4-я 1,033; Задняя 4,100